# Ei Iida
Ei Iida (Japans: 飯田 栄, Iida Ei) (9 september 1967) is een tennisspeelster uit Japan.
In 1988 speelde ze op het Australian Open haar eerste grandslampartij.
In 1993 won ze het WTA-toernooi van Japan, samen met Maya Kidowaki in het vrouwendubbelspel.